# Antonín Václavík (etnograf)
Antonín Václavík (12. července 1891 Pozlovice – 4. prosince 1959 Brno) byl moravský učitel, etnograf a folklorista. Jeho odkaz spočívá kromě zachování lidových zvyků zejména v moderním pojetí muzejních sbírek spojujících přístup vědecký s nadčasovým vizuálním ztvárněním.

## Život

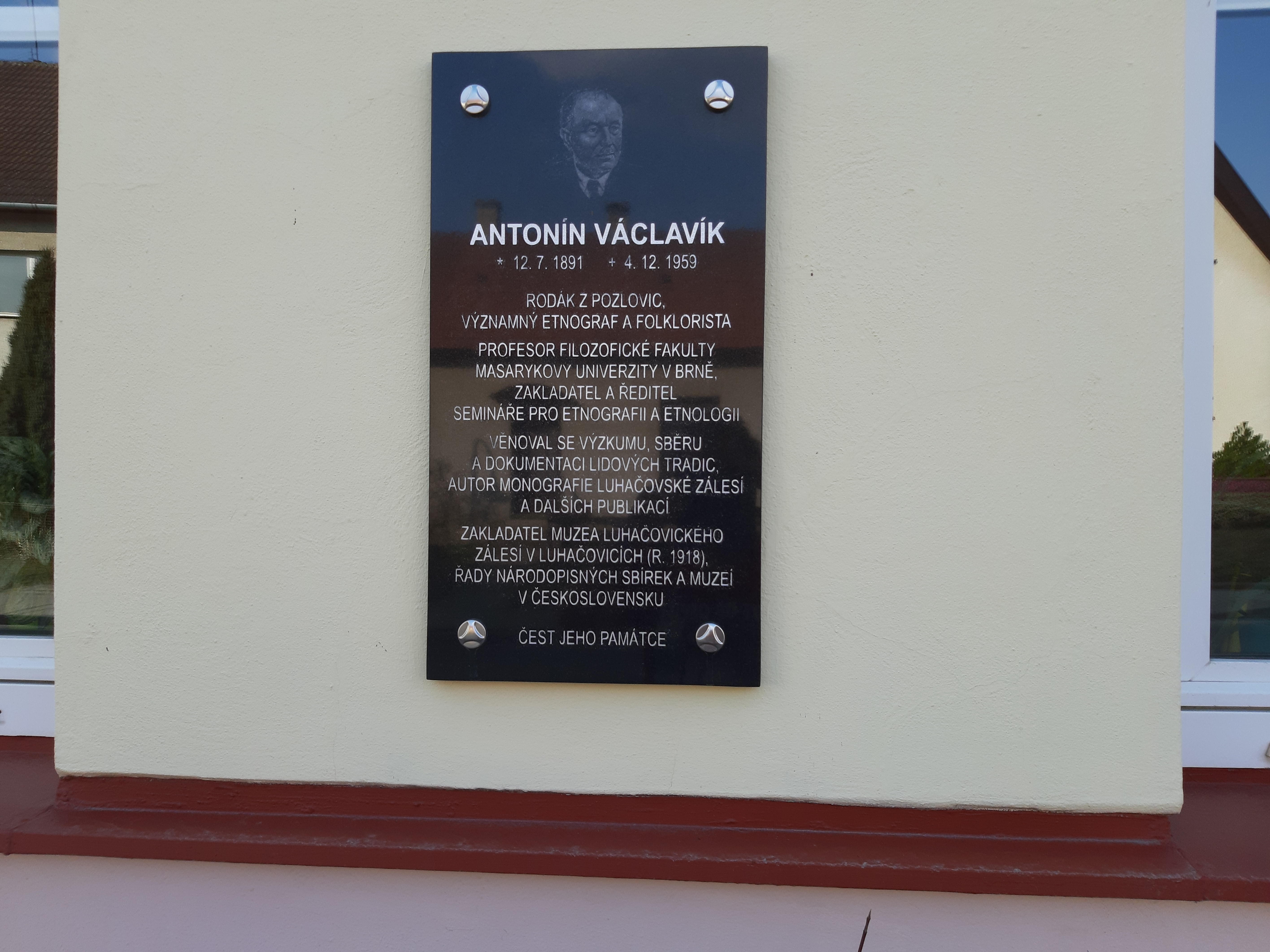
Památeční deska na budově ZŠ Pozlovice

### Dětství a studia
Narodil se v zemědělské rodině Josefa Václavíka (1846) a Anny roz. Martincové (1849–1922). Jeho sourozenci byli: Josef (1870–1922), Anna (1875–1915), Anežka (1879–1963), Vincenc (1882–1939) a František (1886–1963).
Jako jediný mohl v chudé rodině studovat. Maturitu složil v roce 1912 na reálném gymnáziu v Uherském Brodě a poté rok studoval v Praze na obchodní akademii. Později již při zaměstnání si doplnil maturitu na klasickém gymnáziu ve Skalici na Slovensku. Před první světovou válkou pracoval jako úředník v Sázavských sklárnách. Za války nastoupil na vojenskou službu, ale ze zdravotních důvodů byl v roce 1916 poslán na léčení do Luhačovic. Po válce vystudoval národopis v Bratislavě, r. 1926 získal doktorát filozofie.

### Sběratelská a muzejní práce
Etnografickému sběru se věnoval od mládí a pokračoval po návratu do Luhačovic spolu s bratrem Františkem. Zaměřovali se zejména na oblast Luhačovského Zálesí. 28. července 1918 bylo v Luhačovicích otevřeno muzeum v zámečku nad lázeňskou kolonádou s názvem Prozatímní muzeum Slováckého Zálesí, kde vykonával funkci správce. 12. srpna 1918 byla založena Muzejní společnost v Luhačovicích, jejíž byl duší. Ta pokračovala ve sběratelské činnosti bratří Václavíků, díky penězům z veřejných fondů rozšiřovala sbírky a také rozvíjela propagační a osvětovou činnost. Jejími spoluzakladateli byli ředitel lázní Václav Zajíc, lázeňský lékař Arnold Kučera, řídící učitel a kronikář Jakub Balhar, učitelé Jan Zatloukal, Josef Krystýnek a Joža Šimanová. 
Antonín Václavík se také zasadil o pozvání malíře Františka Hlavici, aby kresbou a malbou dokumentoval mizející lidové tradice; později se téhož účastnili i malíř Ferdiš Duša a architekt František Faulhamr. K zápisu lidových písní oslovil zase Josefa Černíka. Antonín Václavík literárně zpracoval své více než dvacetileté dílo a v roce 1930 vydal rozsáhlou monografii Luhačovské Zálesí. Na 672 stranách textu pojednává o tradicích, lidových zvycích, umění, ale i o demografických a hospodářských aspektech, vzdělávání, péči o zdraví ap. Text doplnilo 800 ilustrací, krom výše uvedených autorů také např. Joži Uprky či Františka Pečinky. Problematické bylo načasování vydání v době hospodářské krize i navýšení rozpočtu na vydání knihy, což vedlo ke sporům, které se v roce 1937 dostaly k soudu. Naštěstí na podzim roku 1938 byla odvrácena hrozba exekuce sbírek muzea.
Po vzniku Československa mu byla nabídnuta účast na záchraně lidových tradic na Slovensku. Od roku 1919 zde působil jako zaměstnanec Ministerstva školství a národní osvěty a v letech 1934–1938 jako vrchní ministerský komisař. Z této doby pochází jeho monografie Podunajská dědina v Československu (1925). Podílel se na zřízení národopisných sbírek muzeí v Rimavské Sobotě, Piešťanech, Skalici, Turč. sv. Martině, Bratislavě, ale i Uherském Brodě. Účastnil se třídění národopisných sbírek Pražského hradu a od roku 1922 spolupracoval s národopisným odborem spolku Vesna v Brně. 
V roce 1939 se vrátil na Moravu, za války působil jako odborný pracovník Slováckého muzea v Uherském Hradišti a třídil zdejší sbírky, ale také sbírky ve Vizovicích, Holešově, Rožnově a reinstaloval expozici Muzea luhačovského Zálesí do nových prostor. 
Po druhé světové válce byl jmenován řádným profesorem národopisu na Masarykově univerzitě v Brně. Pokračoval v publikační a pedagogické činnosti (Volkskunst und Gewebe 1956, Výroční obyčeje a lidové umění, vydáno posmrtně). V této fázi do jeho práce zasahovala výrazně aktivita komunistických ideologií. Jeho odkaz spočívá kromě zachování zvyků zejména v moderním pojetí sbírek spojujících přístup vědecký s nadčasovým vizuálním ztvárněním.

## Dílo

### Digitalizované
- Luhačovské Zálesí: příspěvek k národopisné hranici Valašska, Slovenska a Hané – Luhačovice: Musejní společnost, 1930
- Húsek, Jan: Hranice mezi zemí Moravskoslezskou a Slovenskem: studie etnografická – Brno: Matice moravská, 1933
- Výroční obyčeje a lidové umění – recenzoval Jaroslav Kramařík. Praha: ČAV, 1959
- Luhačovské Zálesí: příspěvky k národopisné hranici Valašska, Slovenska a Hané = Luhačovské Zálesí: Beiträge zu der ethnographischen Grenze zwischen der Walachei, Slovakei und der Hana in der Čechoslovakischen [sic] Republik = Luhačovské Zálesí: contributions relatives à l’étude de la frontière ethnographique de Valachie, Slovaquie et du pays de Haná dans la République Tchécoslovaque = The Forest District of Luhačovice: a contribution to the ethnographical boundaries of Valašsko, Slovakia and Haná in Czechoslovakia – Luhačovice: Atelier IM a Mikroregion Luhačovské Zálesí, 2005
- Textil v lidové tvorbě = Textile folk art: lidové umělecké textilie v Čechách a na Moravě – redakce Irena Voštová ... et al. Luhačovice: I. Voštová a Atelier IM, 2009
- Výroční obyčeje a lidové umění – Luhačovice: I. Voštová a Atelier IM, 2010